# فود سفری
فود سفری(به انگلیسی: Food Safari) یا سیاحت غذایی؛ یک مجموعه تلویزیونی معرفی غذاهای ملل است که توسط شبکه تلویزیونی استرالیایی SBS ساخته شده‌است.

## موضوع و روش پرداخت
تهیه کننده و مجری برنامه Maeve O'Meara آشپز استرالیایی است. وی در هر قسمت به سراغ چند تن از رستوران داران خارجی مقیم استرالیا رفته و به معرفی اجمالی چند غذا و دسر خاص از کشور و فرهنگ مربوطه می‌پردازد.
مجموعه مذکور به زبان فارسی نیز دوبله شده و هم‌اکنون از شبکه ماهواره‌ای mechef پخش می‌گردد.

## قسمت مربوط به ایران
یکی از قسمت‌های مجموعه فودسفری به آشپزی ایرانی (پارسی) اختصاص دارد. غذاهای ایرانی معرفی شده شامل کباب کوبیده، کباب لقمه، کباب برگ، قورمه سبزی، دیزی، کله پاچه و زرشک پلو با مرغ؛ دسرها و شرینی‌ها و نان‌ها شامل نان تافتون، شیرینی کشمشی، شیرینی دانمارکی و فالوده می‌باشند.

## راهنمای مجموعه
| قسمت                  | سبک آشپزی           |
| --------------------- | ------------------- |
| فصل اول، قسمت اول     | مراکشی              |
| فصل اول، قسمت دوم     | مالزیایی            |
| فصل اول، قسمت سوم     | پرتغالی             |
| فصل اول، قسمت چهارم   | یونانی              |
| فصل اول، قسمت پنجم    | ویتنامی             |
| فصل اول، قسمت ششم     | هندی                |
| فصل اول، قسمت هفتم    | چینی                |
| فصل اول، قسمت هشتم    | ایتالیایی           |
| فصل اول، قسمت نهم     | تایلندی             |
| فصل اول، قسمت دهم     | لبنانی              |
| فصل اول، قسمت یازدهم  | مکزیکی              |
| فصل اول، قسمت دوازدهم | ترکی                |
| فصل اول، قسمت سیزدهم  | اسپانیایی           |
| فصل دوم، قسمت اول     | ژاپنی               |
| فصل دوم، قسمت دوم     | فرانسوی             |
| فصل دوم، قسمت سوم     | آشپزی اندونزی       |
| فصل دوم، قسمت چهارم   | مالتی               |
| فصل دوم، قسمت پنجم    | پاکستانی            |
| فصل دوم، قسمت ششم     | کروات               |
| فصل دوم، قسمت هفتم    | سنگاپوری            |
| فصل دوم، قسمت هشتم    | مجارستانی           |
| فصل دوم، قسمت نهم     | سریلانکایی          |
| فصل دوم، قسمت دهم     | برزیلی              |
| فصل دوم، قسمت یازدهم  | کره‌ای               |
| فصل دوم، قسمت دوازدهم | آشپزی موریتانی      |
| فصل سوم، قسمت اول     | آشپزی آمریکای جنوبی |
| فصل سوم، قسمت دوم     | مصری                |
| فصل سوم، قسمت سوم     | آلمانی              |
| فصل سوم، قسمت چهارم   | ایرانی(پارسی)       |
| فصل سوم، قسمت پنجم    | انگلیسی             |
| فصل سوم، قسمت ششم     | آفریقایی            |
| فصل سوم، قسمت هفتم    | سوری                |
| فصل سوم، قسمت هشتم    | آشپزی ایالات متحده  |
| فصل سوم، قسمت نهم     | آشپزی یهودی         |